# Estación Comodoro Rivadavia

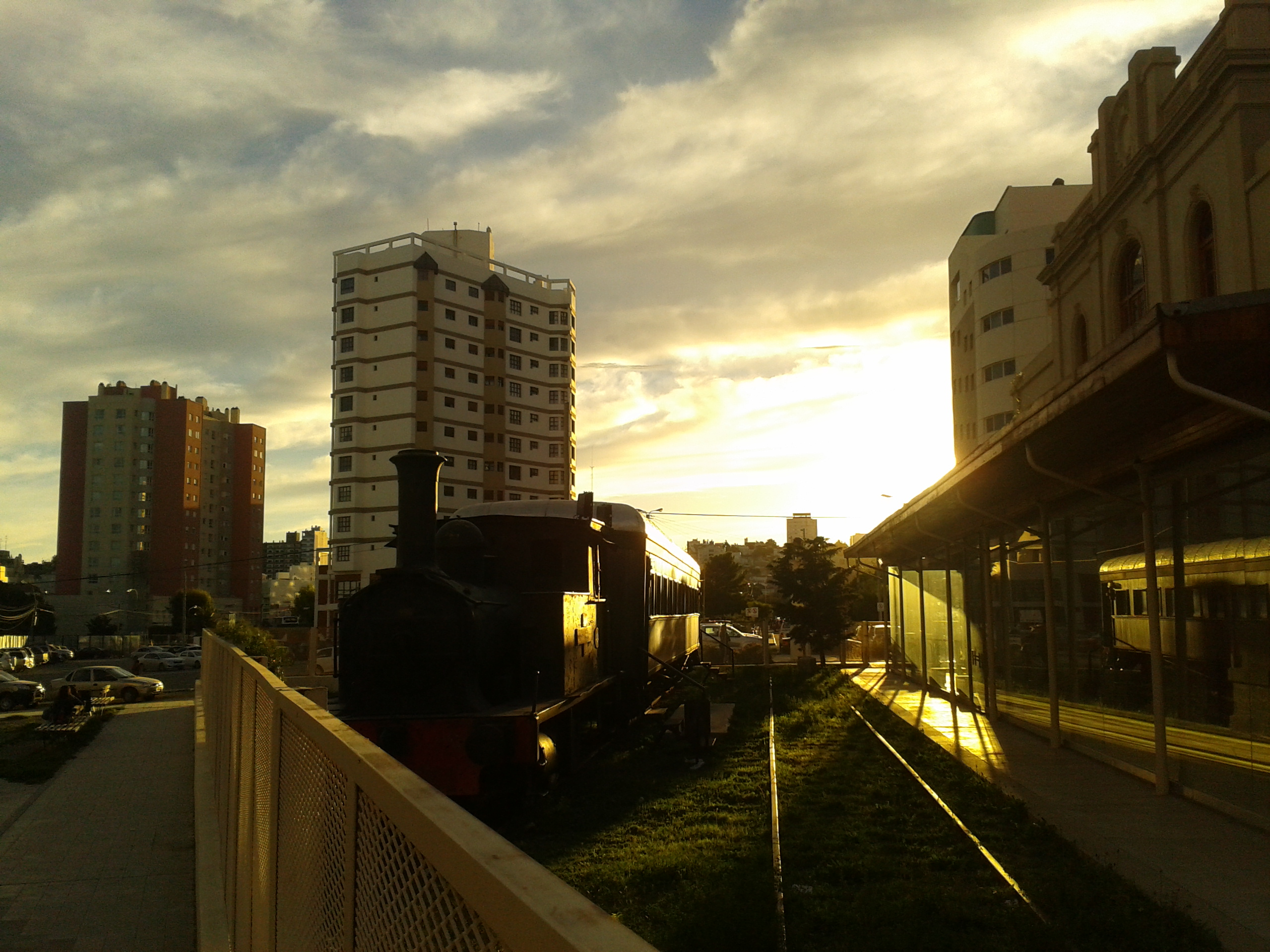
Último tren preservado en el museo Ferropuertario con un coche de pasajeros. Hoy en un entorno altamente urbano y con el andén de la exestación modificado mediante un cerramiento de vidrio.

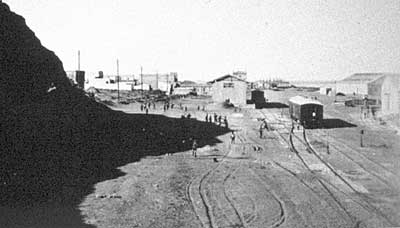
El "Chenque Chico" dando sombra a la playa de maniobras. En este sector hoy se ubica la Terminal de Ómnibus y la plaza España.

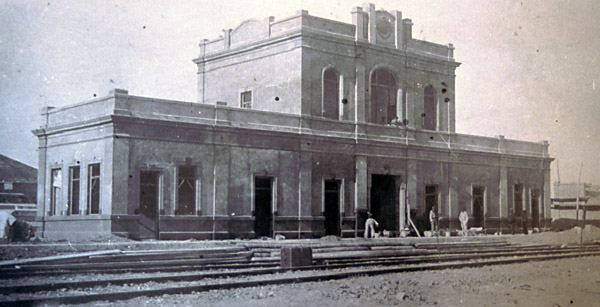
Vista de la estación en construcción. En la imagen no se divisan sus ampliaciones laterales posteriores.

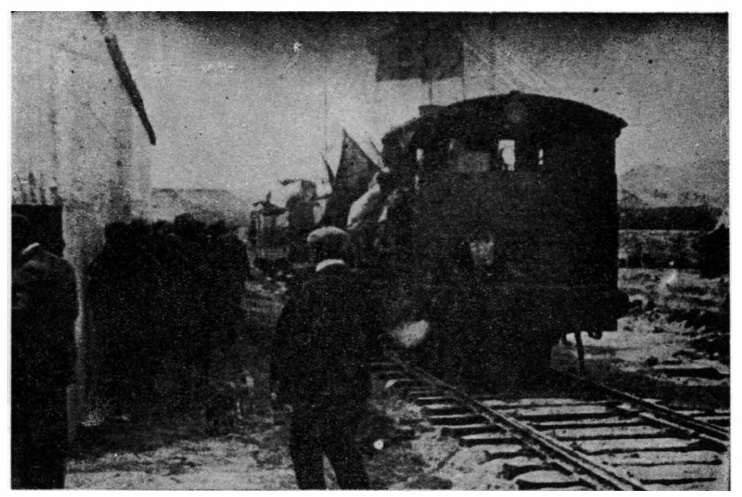
Viaje inaugural del ferrocarril partiendo de la estación antecesora de chapa

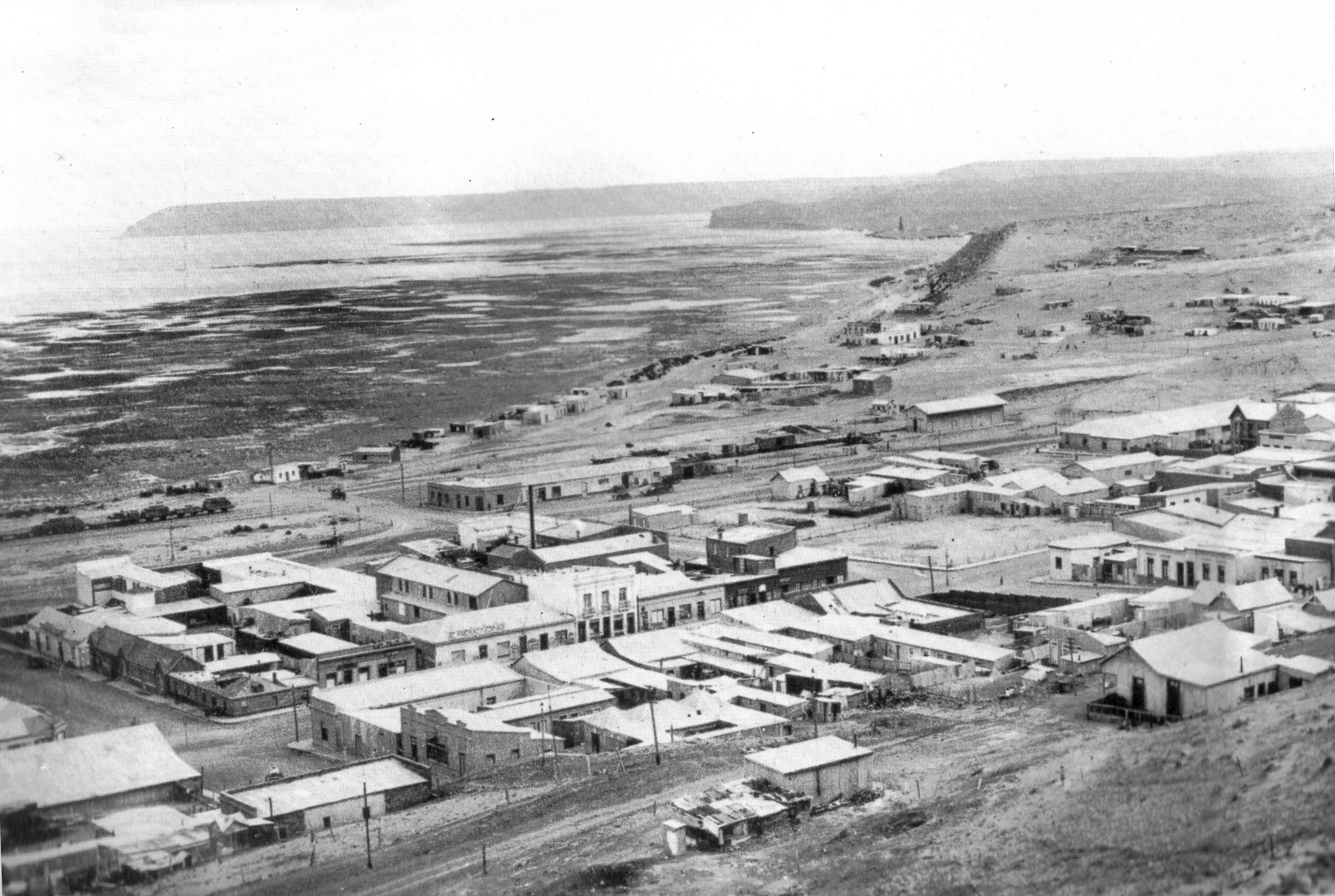
Desde calle 9 de Julio hasta la calle 25 de Mayo se observa la playa de maniobras a un costado del Chenque Chico con su galpón y mesa giratoria. También se observa una formación detenida a metros de la playa.

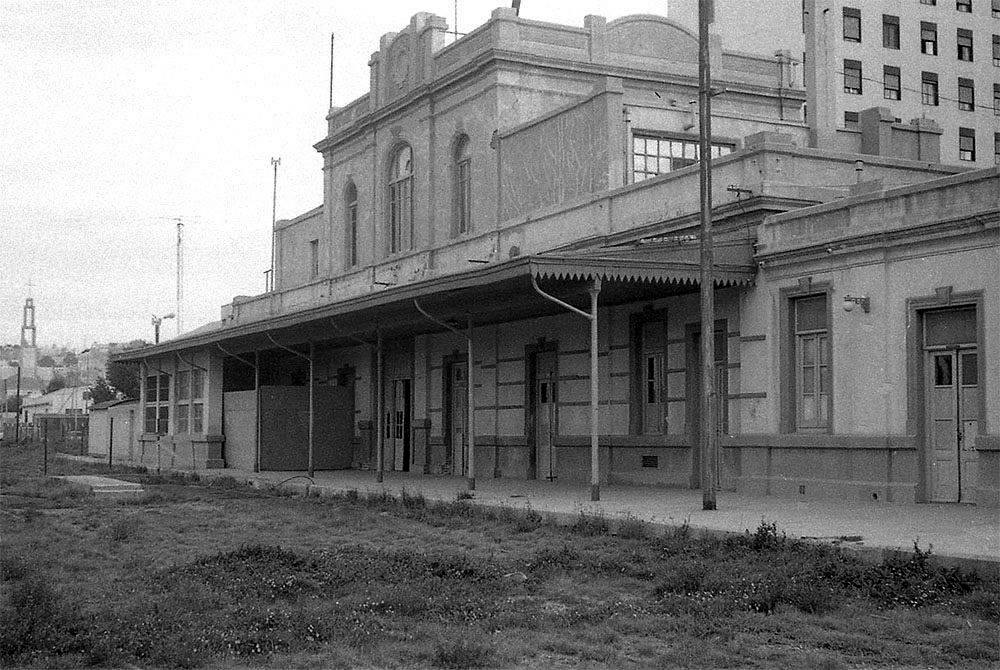
La estación en 1977 luego de ser desafectada. Para esos años la municipalidad ya había despojado de vías y durmientes el sector céntrico que ocupa.

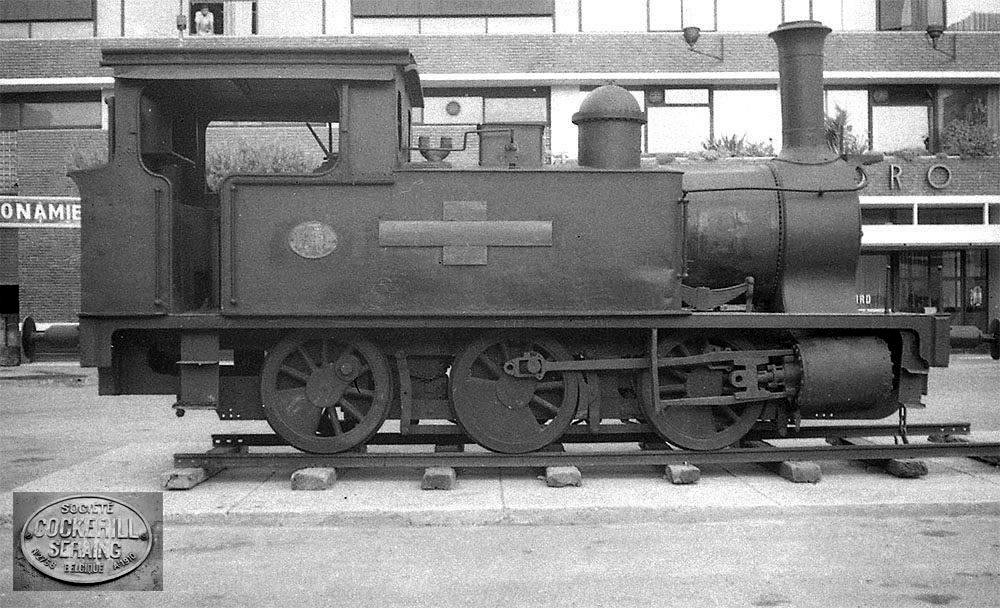
Primer solar histórico colocado en la entrada de la estación tras su desafectación en 1977. Posteriormente fue quitado y años más tarde restablecido en su andén.

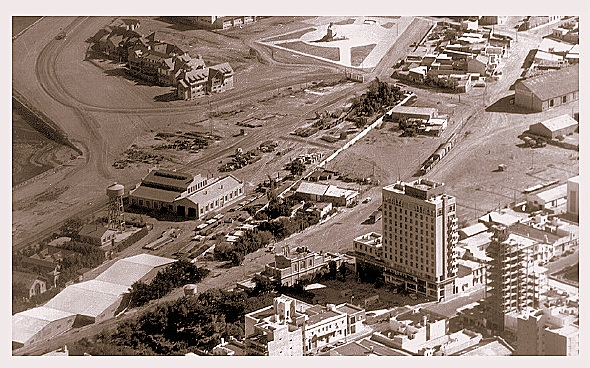
La estación matriz en sus últimos años de actividad. Hoy los galpones ferroviarios ya no existen.

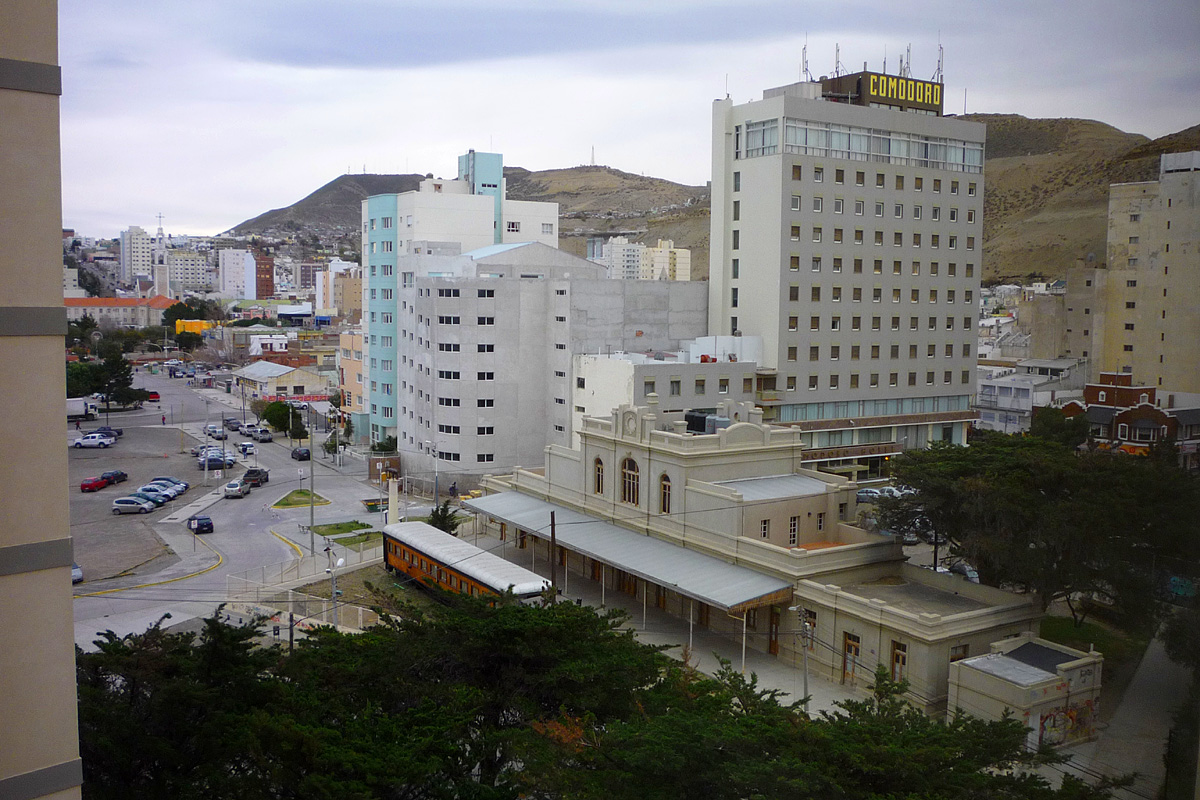
Imagen tomada desde el Lucania Palazzo Hotel hacia el Comodoro Hotel, y el Museo Ferroportuario Teodoro Nürnberg tras los trabajos de restauración.

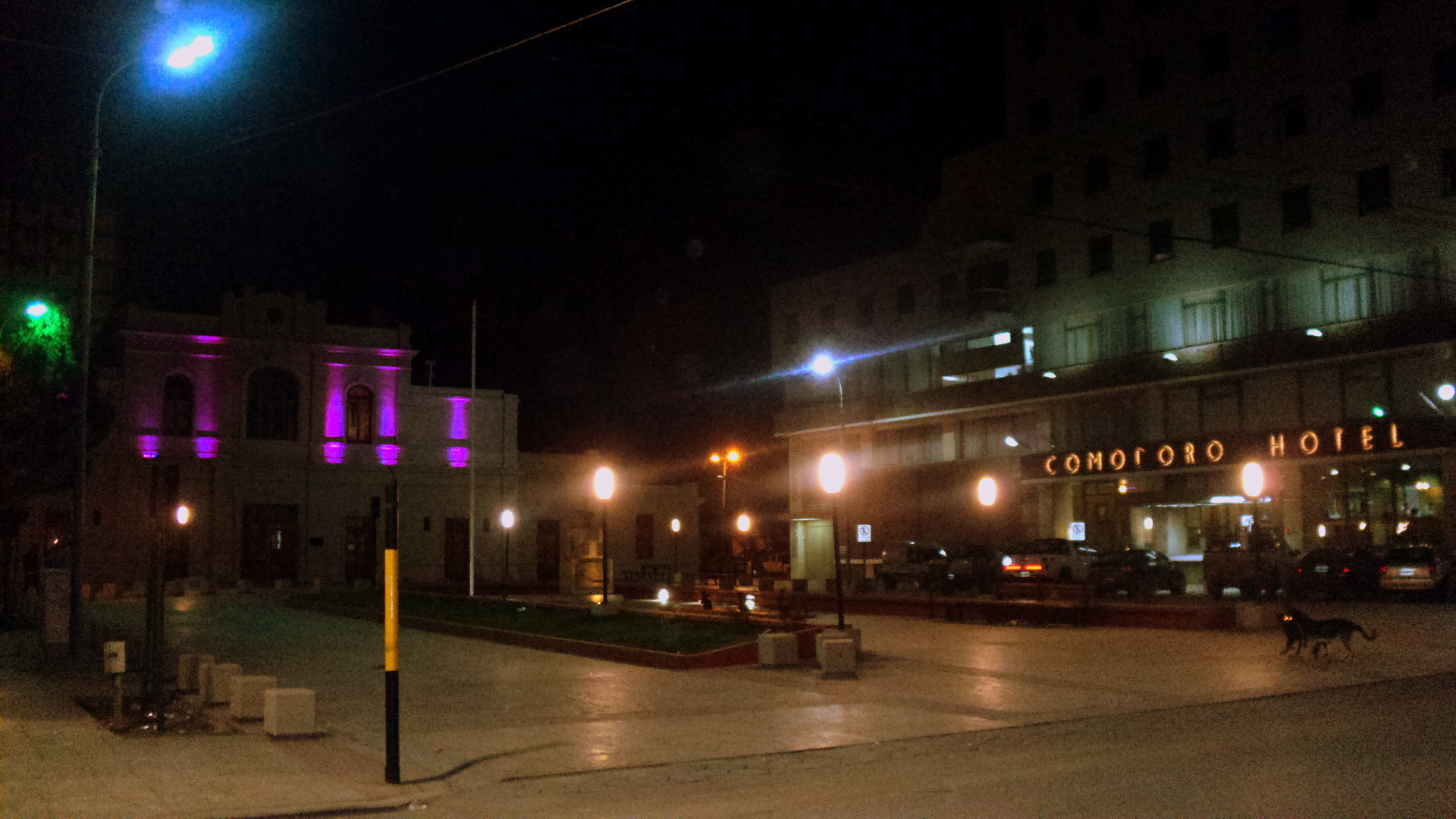
Hoy es un edificio del patrimonio histórico y su plazoleta lugar de reunión de la juventud desde su restauración y remodelación efectuada en 2012.

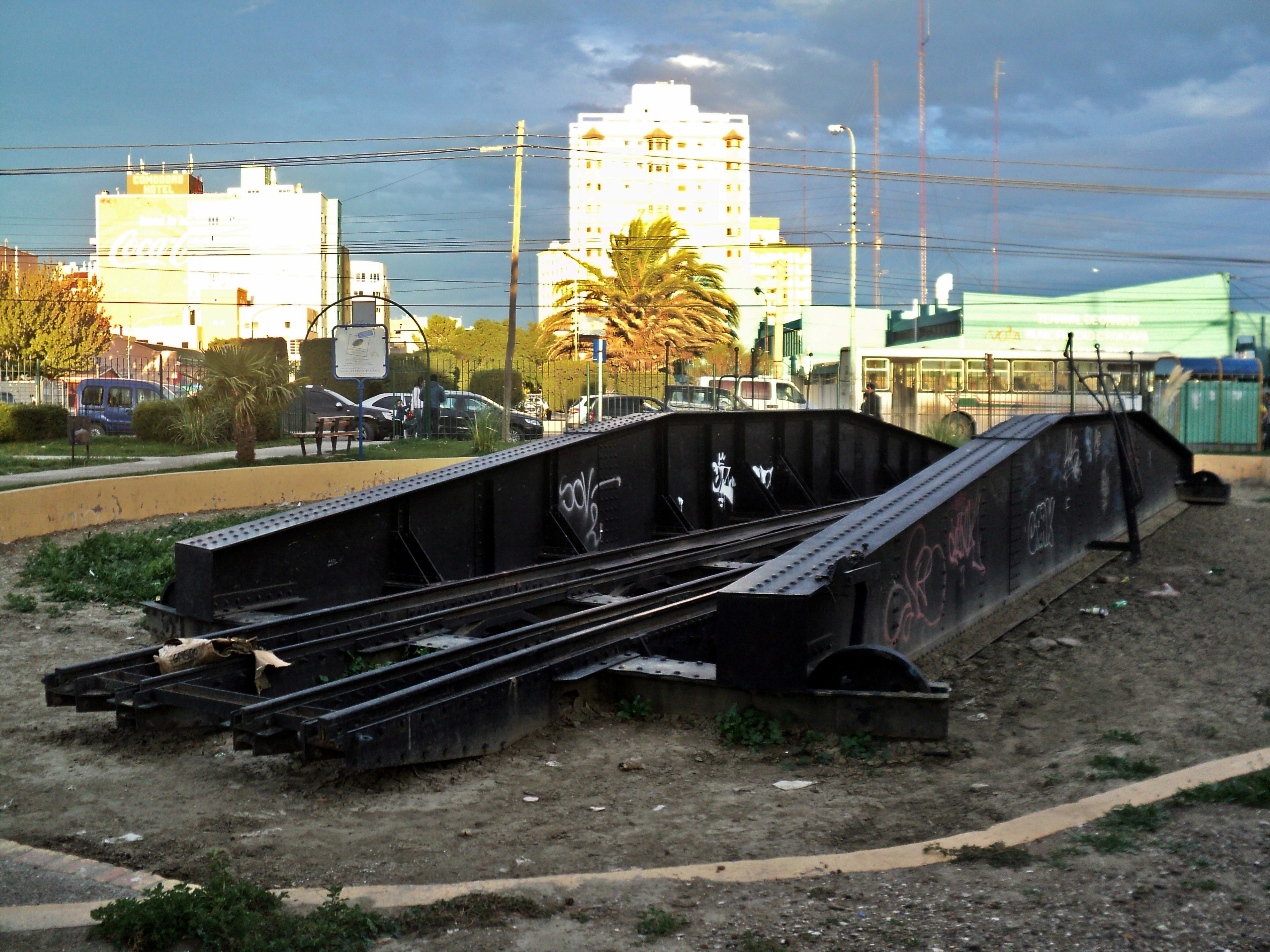
La mesa giratoria, también conocida como puente giratorio. Es el último vestigio de que la estación Comodoro Rivadavia operaba con dos trochas y se constituye como una de las pocas pruebas de la existencia del ramal a Punta Piedras. Permanece en la plaza España como monumento histórico

Comodoro Rivadavia es una ex estación ferroviaria del Ferrocarril de Comodoro Rivadavia que unía a esta localidad con Colonia Sarmiento, ambas en la provincia de Chubut (Argentina). Su ubicación, tamaño e infraestructura la erigieron la estación central del ferrocarril de Comodoro Rivadavia a Sarmiento hasta su desafección. 
Fue la única estación en todo este ferrocarril que utilizó dos trochas diferentes para operar; siendo también cabecera del ramal de trocha económica a Punta Piedras. Esta especificidad de poder operar dos tipos de anchos de vías (0.75 y 1676 ) solo fue compartida por las estaciones Ingeniero Jacobacci y General Lorenzo Vintter. De este modo, estas tres estaciones operaron los mismos tipos de vías y fueron cabeceras de sus respectivos ferrocarriles.
Por tener esta importancia en sus puertas se realizaban los actos públicos y reuniones más importantes de su naciente ciudad.
La estación dejó de funcionar en 1971 y forma parte del Ferrocarril de Comodoro Rivadavia que comenzó a funcionar en 1910 y que fue cerrado definitivamente en 1978.

## Toponimia
La estación tomó su nombre de la localidad sobre la que se emplaza Comodoro Rivadavia. El pueblo, a su vez fue bautizado, en honor al comodoro Martín Rivadavia, militar de brillante carrera en la armada. Participó de hechos de guerra, comisiones científicas, modernización de la escuadra y, siendo ministro de marina, fue autor de la ley de servicio militar obligatorio.

## Historia
Las obras de construcción de esta estación comenzaron en 1910, finalizándose en el 1912. La supervisión de su construcción estuvo a cargo de constructor Antonio Carrozi, usando los planos que habían sido diseñados en Buenos Aires.
Para 1925 la urbanización de la zona que rodea a la estación sufre un tremendo cambio cuando la municipalidad decide que la avenida Rivadavia, sobre la que se ubica la estación, es demasiado ancha. De esta forma, la avenida fue seccionada desde la calle Mitre a Güemes. Los resultados fueron que la avenida terminó con un ancho normal y en forma de calle; mientras que la estación quedó metida para adentro de la avenida, como testigo mudo del verdadero ancho de la arteria vial. Con los años terminó pasando a estar sobre la calle 9 de julio.

### La desafección
La mediocre planificación urbana de la ciudad de Comodoro y de la infraestructura ferroviaria planificado para crear el sistema ferroviario en la Patagonia no tardó en generar problemas: Desde los años cuarenta el pueblo empezó a crecer y se hizo evidente que la estación y su infraestructura interrumpían el crecimiento de la parte central de Comodoro. De este modo, empezaría la larga batalla entre la municipalidad de Comodoro y la gerencia del ferrocarril por lograr que el tren deje paso a la circulación por el barrio centro. Esto se debió a una población que se concentró en torno a la estación, emplazada en tierras del barrio Centro. Muy pronto el reducido espacio de este sector, ubicado entre el cerro y el mar, no tardó en vivir congestionamiento en el tránsito. Es entonces cuando los habitantes empezaron a reclamar las aperturas de las calles desde Máximo Abásolo y 25 de Mayo cortadas por el terraplén del ferrocarril. Además, el municipio alegó que el real aprovechamiento en el barrio Centro se daba en solo 300 metros de ancho por 800 de largo. Es así que se inició un reclamo para la desactivación de las 5 hectáreas afectadas a la actividad ferroviaria en el centro de Comodoro. En contraposición, el ferrocarril reclamaba cerrar la calle Mitre, lo que fue denegado rotundamente por la municipalidad que en cambio reclamaba la nivelación de la vía entre Pellegrini y 25 de Mayo para la circulación libre. Finalmente, la municipalidad ganó la puja: el ferrocarril debió permitir el tráfico por esas calles y años después ceder sus tierras y bienes en el Centro.
Desde inicios de la década de los sesenta se incrementa el debate sobre el fin de este ferrocarril con un servicio que se tornó más molesto para comerciantes y vecinos del barrio Centro que reclamaron que se desactive la estación Comodoro Rivadavia para agilizar todo el tránsito de una ciudad que vivía el boom petrolero y poblacional. Además, recordaban que el ferrocarril tenía fallas que lo paralizaban en las zonas altas por el congelamiento de las vías en inviernos y un importante déficit que era gigantesco e insalvable. Los reclamos lograron las aperturas de las calles Pellegrini y 25 de Mayo que son acondicionadas para el paso mixto de autos y trenes. Finalmente, los intentos de los habitantes del Centro para desafectar a la estación matriz, consiguieron que en 1969 las tierras del ferrocarril sean transferidas al municipio de Comodoro. Sin embargo, el traspaso de nación al municipio se demora hasta principios de los setenta, por lo que las vías que atravesaban gran parte del barrio Centro fueron anuladas recién en esos años. Para compensar la pérdida de la estación se creó una parada cerca del puerto, aun en el barrio Centro, pero solo en su entrada. La misma se mantuvo hasta la clausura de todo el ferrocarril.
Ya con el cierre de la estación las autoridades políticas contribuyeron al menosprecio por el edificio histórico de la estación cuando en la misma década de 1970, la Municipalidad, diseñó y construyó una pared que se ubicaba detrás del busto de San Martín. La determinación fue cuestionada durante años ya que ocultó y opacó la fachada exterior que da a la calle 9 de Julio.
Los registros de 1971 mostraron el cese de actividades de la estación de Comodoro Rivadavia para agilizar el centro urbano. Solo figuraba en su lugar una precaria parada construida en el empalme de la vía cerca del puerto. No obstante, en frente de la estación se colocó una pequeña locomotora a vapor colocada a modo de monumento y decorada con una placa de bronce.
La clausura de la estación central fue totalmente confirmada en octubre de 1974; con el artículo del senador Ramón Lorenzo "Proyecto de un ferrocarril Patagónico". En esta nota se relata:

"La desacertada política ferroviaria de las anteriores autoridades hizo que se liquidaran terrenos que pertenecían al ferrocarril y hubieran posibilitado su expansión imprescindible para construir un nuevo ferrocarril."
Ramón Lorenzo

Con la pérdida de la estación el ferrocarril se despedía de la estación más amplía y bella de todo el ramal. En ella estaba su jefatura y es por ello que era el símbolo por excelencia de este ramal.
La estación Talleres asumió la cabecera en Comodoro. Sin embargo, a la ausencia de la estación matriz se sumó la desafección del edificio histórico de la estación Sarmiento, la segunda más importante, que devino en 1973.
Luego 4 años más tarde se procedió a la clausura del tramo Diadema - Sarmiento; mientras que el levantamiento del tramo céntrico que rodeaba a la estación matriz era total hasta el puerto y el apeadero nuevo que se colocó. El ferrocarril perdía los principales símbolos de su identidad en sus últimos años. Para 1978 todo lo que perduraba del ferrocarril corrió el mismo destino, siendo la de km5 la más importante al cierre.
Para completar el triste final de la estación en diciembre de 1992 el tramo, que hoy está desaparecido por la acción del mar, desde la estación central al muelle de YPF; ya presentaba poco tiempo de vida frente al mar que terminó erosionando una vasta parte del talud del Cerro Chenque y del Cerro Viteau por donde corría el ferrocarril. La desaparición de este tramo le quitó aún más su espíritu y toda posibilidad de reactivación.

### Después del cierre
Para principios de la década de 1990 empezaron a funcionar en la estación dependencias municipales. En esos años no tenía carteles ni andén, y en parte de su terreno (playa de maniobras) se levantó la terminal de ómnibus.

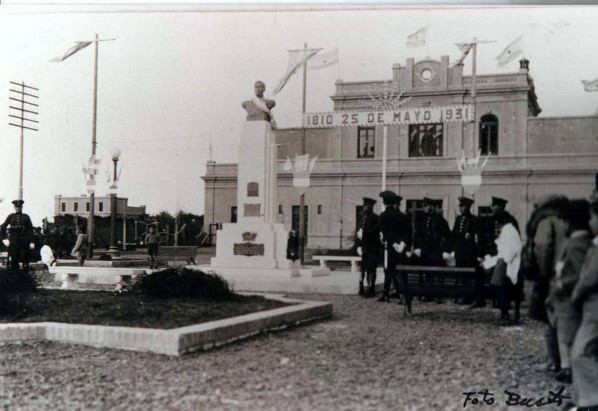
Estación de Comodoro Rivadavia, preparada para el acto de la Revolución de Mayo 1931. El edificio aun no presentaba sus ampliaciones laterales y es visible a la izquierda un poste del telégrafo.

Luego de años de su cierre en años recientes se hizo la recuperación del edificio. En dicho trabajo fue considerando el reciclaje de sus materiales, especialmente en sus frentes, con el fin de conservar las características esenciales de su arquitectura. En cuanto a su interior se recuperaron pisos y aberturas originales del primer piso que antaño servía de vivienda del jefe de la estación. En otra etapa posterior entró planta baja. También, se produjo la recuperación del espacio norte y sur del edificio que funcionaban como estacionamiento vehicular. Además, se solicitó una intervención sobre el monumento que poseía en ese entonces una pantalla de mampostería que impedía la correcta visualización del edificio.
La estación fue declarada Edificio de Interés Patrimonial por su alto contenido simbólico y su lugar estratégico por la Comisión Evaluadora del Patrimonio Histórico, Cultural y Natural de la ciudad de Comodoro Rivadavia. En 1996, bajo la Ordenanza Nro. 5853/95 del Consejo de Representantes de dicha ciudad se decide crear el Museo Ferroportuario. De esta forma se definen y marcan pautas de protección no sólo del edificio de la estación sino también del entorno en la que se ubica y el área histórica ubicada en el casco céntrico de la ciudad. Hoy en día en el edificio de la estación funciona el Museo Ferroportuario, así como un Centro Cultural y de Comunicación del Circuito Histórico, y el Archivo Ferroportuario.
Ambos bienes fueron declarados bienes de interés Histórico mediante Ley Nacional N.º 24798/12 de marzo de 1997. Pertenecen al Área Histórica del Museo Ferroportuario, por la Ordenanza Municipal N.º 6406/97.
La exestación ferrocarril fue declarada Bien de Valor Patrimonial mediante Ordenanza 8430/05 (Grado de Protección 1) y Bien Histórico por ley nacional N° 24.798/97. Tras la reciente restauración conserva su escalera original de madera que invita a fantasear en la década de 1910 con el sonido del crujido de la misma cuando se emprende la subida. En su interior residen objetos y fotografías resisten el paso del tiempo.
En la parte alta del museo aún se podía apreciar el reloj exterior de la vieja estación. Sus agujas se había clavado en el tiempo. Pero desde hace algunos años no se sabe el destino de este invaluable reloj.
Para el 2000 se completaron las restauraciones ya mencionadas y se vuelven a colocar cercano a su andén las vías que en el pasado le arrancaron. En año 2001  se colocó una locomotora a vapor de Societe Cockenll Seanng de origen belga de 1910, que pertenecía a la administración de puertos y vías navegables. También se colocó un coche de pasajeros de capacidad para 60 personas de marca Bluseister; de origen inglés y data de 1890. Su uso es desde entonces para actividades culturales y se halla en perfecto estado.En ese mismo año se traslada uno de los vagones recuperados junto a la locomotora, la estación luego de muchos años recupera su alma al volver a instalarse las vías que son colocadas en el andén. Lo que se dio en llamar «El Vagón Cultural» es uno de los elementos patrimoniales de la ciudad puestos en valor.
Recientemente la plazoleta San Martín fue reinaugurada en 2012 junto con la restauración total de todo el edificio. De este modo, la estación recuperó su imagen pasada y pasó a ser un solar histórico.Como gran logro, gracias a esta obra se pudo recuperar el aspecto estético e histórico de la fachada de la estación al demolerse la pared que estaba junto al busto de San Martín.
En 2015 la estación fue visitada por el ministro del interior Florencio Randazzo quien rememoró la pasada gloria de los ferrocarriles patagónicos y prometió que se trabajaría en el Ferrocarril Transpatagónico, proyecto siempre prometido por políticos de turno.
El antiguo edificio a pesar de llevar mucho tiempo sin cumplir su función original, aun continúa recibiendo actos patrióticos e históricos en su plazoleta San Martín como en tiempos pasados. Ejemplo de esto, fue el acto por aniversario de la fundación de la ciudad organizado por la municipalidad en sus puertas el 22 de febrero de 2022 o el acto en 2023 por el día del himno que reunió diferentes instituciones en sus puertas y plazoleta.

#### Circuito Ferroportuario
La exestación es parte del circuito ferroportuario, un recorrido histórico que integra distintas construcciones pertenecientes al ferrocarril y al puerto. Todos los componentes están protegidos por ordenanza y trasmiten la importancia económica, cultural e histórica en la ciudad y la región:
- Museo Ferroportuario: En el edificio de la exestación ferroviaria. Es el edificio más antiguo de la ciudad, posee mapas y planos, objetos antiguos, fotografías, documentos y herramientas. Dentro del predio, se encuentra una antigua locomotora y un vagón de pasajeros.[24]
- Plaza Soberanía: Durante los primeros años de la actividad portuaria la Plaza Soberanía era conocida como “Jardín del Puerto", y comenzó a ser parquizada en 1923. El  ingeniero director del puerto, Enrique Ducós, cuidó de este lugar decorándolo con distintas plantas exóticas que traía de sus viajes. En 1974 se le designó el nombre de Plaza de la Soberanía en honor a la gesta de Malvinas.[25]
- Centro de Exposiciones y Promoción Turística (C.E.P.TUR):edificio de la ex Usina de Comodoro Rivadavia, ubicada en el microcentro de la ciudad, forma parte del Área Histórica del Circuito Ferroportuario. En la actualidad se exhiben dos de los cuatro motores traídos desde el Puerto de Buenos Aires por Carters, Motor Krupp y Motor Carrell. Además, cuenta con tres salas: auditorio, sala de exposiciones y sala de reuniones en las que se desarrollan diferentes actividades culturales.[26]
- Plaza Scalabrini Ortiz: Se encuentra al lado de la Exestación de Ferrocarril y era el espacio verde perteneciente a la administración ferroviaria. En uno de los márgenes de la plaza, se conserva el Tanque de Agua de la estación, hoy utilizado para el mantenimiento de la misma.[27]

## Funcionamiento

### Itinerarios históricos
Un análisis de itinerarios de horarios de los servicios ferroviarios confirma la importancia de este punto. De este modo, los informes de horario la colocaron de cabecera, lugar desde donde se medían los tiempos y las distancias. Los informes relevan que los 200 kilómetros del ramal se recorrían en casi 8hs y luego, gracias a la incorporación de los ferrobuses, el servicio de pasajero y cargas ligeras recibe la mejora del trayecto en 4hs.
El primer informe de horario fue publicado en 1920 con datos vigentes desde enero de 1918. El documento expuso que los trenes mixtos partían los lunes y jueves desde Comodoro a las 8:00 horas y arribaban 16:30 a Sarmiento. Mientras que el regreso era los martes y viernes desde Sarmiento a las 8:00 horas con arribo a Comodoro a las 15:50. La carrera pendiente abajo desde Sarmiento era de 40 minutos menos. Por otra parte, fue presentada la línea a Astra la cual corría los miércoles y sábado. El viaje de la línea iniciaba desde Comodoro a las 7 y arribaba 25 minutos más tarde al desvío kilómetro 8 (después sería renombrado Empalme Astra). La secuencia se repetía por la tarde desde 14:30 con arribo a las 14:55. En cambio, la vuelta se hacía los mismos días. En ninguno de los viajes se informó el horario de arribo a la estación Astra; ni como está constituido el reciente ramal a Astra.
El segundo fue confeccionado el 1 de noviembre de 1928 describe un ferrocarril con viajes que se ejecutaban con trenes mixtos a vapor.  La línea principal era la que se unía con Sarmiento. Iniciaba los lunes y jueves desde las 9:00 horas y culminaba en Colonia Sarmiento a las 16:50.  Unía en 10 minutos el tramo entre esta estación con el apeadero kilómetro 3 y en 20 minutos la distancia con estación Talleres. Mientras que el regreso se producía los martes y viernes desde Sarmiento a las 9:00 con arribo a Comodoro a las 16:35 horas. Otra de las líneas que se describe es la de Comodoro - Astra que se ejecutaba martes y sábados desde las 9:00 con arribo a estación Astra a las 9:55. En tanto, los jueves partía a las 15:00 horas de Comodoro para llegar a Astra a las 15:55 horas. La última línea descripta en este informe es la de Comodoro - Pampa del Castillo. Solo fue mencionada en este informe. Posiblemente, por ser una línea de verano cambiándose posteriormente de punta de riel a Escalante. El viaje se realizaba los domingos con salida de Comodoro a las 9:00 y arribo a la punta de riel a las 12:05 horas. La vuelta se efectuaba, posiblemente, tras girar con algún mecanismo al tren o en marcha atrás desde las 12:30, luego el tren arribaba a Escalante a las 18:00. Este viaje posibilitaba que las familias disfrutaran el día en esta estación hasta la tarde, luego volvían a Comodoro a las 19:15 el mismo domingo.
El tercer informe de noviembre 1930 repitió todo los puntos descriptos en 1928, pero suprimió la línea a Pampa del Castillo.
El itinerario de 1934 describió la sección del servicio suburbano que era ejecutado por trenes mixtos los días lunes y jueves junto con el viaje a Sarmiento. El viaje a vapor partía a las 9 de Comodoro para arribar a Sarmiento 16:50. En tanto, la vuelta se producía los días miércoles y sábados desde las 9 con arribo a estación Comodoro a las 16:35.
En este documento empezó a figurar el vecino desvío Kilómetro 2, lugar que después fue llamado parada Muelle YPF y demoraba 6 minutos en conectarse con Kilómetro 1.9. También, se describió un viaje dedicado a las cargas que tenía de ejes a Comodoro y Talleres los días miércoles y sábados con partida desde 18:00 y arribo a a Talleres 18:15. Mientras que el regreso se producía los lunes y jueves desde 8:00 con llegada a Comodoro 8:15. Por último, la línea a Astra sería ejecutada desde Talleres sin horarios de salida especificados.
El cuarto de 1936 fue aun mucho más simple solo informó que el viaje a Sarmiento se ejecutaba desde Comodoro los lunes desde las 9:00 horas con arribo a Sarmiento a las 16:50. En tanto, la vuelta se realizaba los miércoles desde las 9:00 horas con arribo a Comodoro a las 16:35. 
En cambio, desde 1938 un itinerario describió mejoras en servicio que se reflejó en los horarios se pudo ver gracias a la introducción de ferrobuses. Por ello, el ferrocarril gozó de un servicio de pasajeros suburbano que conecto barrio de Comodoro. Todos los tiempos del ferrocarril mejoraron el trayecto desde Comodoro al apeadero Kilómetro 2 pasó 4 minutos.
El itinerario de Ferrocarriles del Estado del 15 de diciembre de 1940. Todos los viajes de todas las líneas pasaron a operarse con ferrobuses. El viaje principal partía los domingos desde Comodoro a las 7:08 horas para arribar a las 10:45 horas a Sarmiento; mientras que había otro viaje que partía todos los días menos domingos desde las 16:30 con llegada a Sarmiento a las 16:25. En tanto, el viaje desde Sarmiento se producía los domingos desde las 17:45 con arribo a Comodoro a las 20:58; mientras que el viaje que corría todos los días menos domingos lo hacía desde las 7:45 con llegada a las 11:11 a Comodoro. Por otra parte, el itinerario informaba gran variedad de servicios que ejecutaron el viaje de media distancia a Escalante. Los mismos partían desde Comodoro a las 1:00, 6:35, 11:35, 16:40 y 18:49 y la vuelta desde Escalante se ejecutaba 2:15, 8:00, 13:00, 17:55 y 20:35.
En 1946 se presentó a uno de los itinerarios más completos. Este informe de las líneas patagónicas mostró un amplio detalle del funcionamiento de este ferrocarril. Por un lado, se evidenció que todos los servicios de pasajeros de corta y larga distancia ya eran operados por ferrobuses en forma completa. Mostrando una gran aceleración en todos los tiempos. Comodoro se unía con Kilómetro 2 en 4 minutos y con kilómetro 3 en 6 minutos. En tanto, el viaje de larga distancia pasó a 4 horas de duración.
Sin embargo, las cargas aun eran llevadas en tren a vapor a Sarmiento, y de este modo las cargas siguieron visitando todos los puntos del ferrocarril sin paradas opcionales, pero con un gran tiempo de tardanza. El gran cambió surgió del hecho que las cargas ya no partían desde esta estación, sino desde estación Talleres. También, se informaron diferentes líneas, según este informe, estaban constituidas por muchas frecuencias a las 5 puntas de rieles de las líneas. Las mismas tenían a Comodoro como cabecera en los viajes de pasajeros. 
- «De Comodoro a Escalante» (luego reemplazada por Diadema): operaba con frecuencias de 1 a. m. a 2:06 a. m., de 6:35 a. m. a 7:41 a. m., de 11:40 a. m. a 12:46 p. m., de 16:46 a 17:51 y de 19:05 con llegada 20:11 hs. No se especificó que días, pero lo más probable es que fuera diaria. Todos los viajes duraban 1:06 minutos en completar los 36 kilómetros de distancia.
- «De Comodoro a COMFERPET (kilómetro 8) y Astra": Todos los días de 1:10 a 1:23, 7:40, 7:53,de 11:30 a 11:43, de 13:55 a 14:08, 16:10 a 16:23, 17:40 a 17:53, 19:50 a 20:03. El itinerario aclaró que estos tiempos correspondían hasta el empalme a COMFERPET. En cambio, para arribar a COMFERPET se requerían 4 minutos más y para que el viaje finalice en Astra se sumaban 25 minutos a cada viaje.
- «De Comodoro a Astra»: Todos los días. Contaba con 1 frecuencias con partida de Comodoro a las 6:25 y arribo al Empalme Astra a las 6:38. Luego para llegar a Astra se sumaban 25 minutos más.
- «De Comodoro a Talleres (Km5)»: Todos los días. Partía desde Comodoro para llegar a Astra en 6 frecuencias de 3 09 a 3:19, 9:10 a 9: 20,14:05 a 14:15,15:25 a15:35, 21:30 a 21:40 y de 21:40 a 21:50. Por último había un servicio que volvía vacío de Comodoro a 22:00 y arribaba a Talleres 22:08.
- «De Comodoro a Sarmiento»: Todos los días, menos domingos partía, a las 9 para arribar a Sarmiento a las 12:55. Mientras que los domingos partía a las 7:30 para arribar a las 11:10. El servicio que brindaban los ferrobuses de larga distancia no podía parar a gusto de los pasajeros, mientras que las demás líneas si podían parar en cualquier punto que designara el pasajero.[33]

Otra publicación del itinerario de 1946 estableció las mismas condiciones, pero aclaró que la mayoría de los ferrobuses pararían en puntos adicionales que los pasajeros solicitaran para ascender o descender. Las tarifas se cobraban desde o hasta la estación más próxima anterior o posterior.
El 10 de diciembre de 1948 fue presentado un itinerario que no representó grandes variaciones respecto del presentado en 1946. Sin embargo, la gran diferencia estuvo en el viaje de cargas que recorría la línea completa desde Comodoro a Sarmiento; y no partía desde Talleres como en el itinerario anterior. De este modo, el viaje de cargas partía sin un día estipulado, en forma condicional desde Comodoro a las 9:30 y arribo a Sarmiento a las 18:05. En tanto, la vuelta vuelta desde Sarmiento se producía desde las 10:20 con arribo a estación Comodoro a las 20:25.
El último de noviembre de 1955 describe que todos los viajes de pasajeros fueron ejecutados por ferrobuses. El domingo salía desde Comodoro a las 6:00 con arribo a las 10:07 a Sarmiento. Mientras que el retorno se producía desde las 17:30 de Sarmiento con llegada a Comodoro a las 21:21. Posiblemente, por la hora de regreso, este fue el reemplazo más viable para el viaje de recreo que se hacía a Escalante. Por otro lado, los lunes y viernes se volvía a ejecutar el servicio a Sarmiento desde las 9:00 con arribo a las 14:22 . El regreso se llevaba a cabo los martes y sábados desde las 5:50 con arribo a Comodoro 10:19. Un último viaje de esta línea no presentó días especificados. Partía desde estación matriz desde las 16:30 con llegada a Sarmiento a las 20:37.
El mismo informe de horarios de 1955 tuvo una segunda parte destinado al servicio suburbano. Este tenía su inicio en Comodoro y como puntas de rieles a Kilómetro 27, Kilómetro 20 y COMFERPET. En el mismo, se detallan paradas y horarios de este servicio. Al coche motor que partía desde la estación matriz le tomaba alcanzar el Kilómetro 2 solo 4 minutos.
En todos los informes se la mencionó a esta estación como Comodoro Rivadavia y otras veces con algunas abreviaciones en favor de C. Rivadavia.

### Registro de boletos
Una extensa colección de boletos hace extensa mención a esta estación, lo que confirma su gran importancia. Los viajes tenían destinos diversos a través del circuito suburbano. Asimismo, se vendían pasajes que completaban el viaje a Sarmiento o hacían el recorrido a estaciones intermedias de dicho ramal. Los tarifarios señalaron a Comodoro como punto de partida de las tarifas; estando el tramo Comodoro-Talleres en la primera sección de precios. De este modo, se podía viajar, previo paso kilómetro 2, kilómetro 3 y kilómetro 4, a Talleres en los servicios suburbanos o de larga distancia. Es por ello, que se ve en la colección a Talleres y Comodoro como destinos muy recurrente. Asimismo, la tarifa tenía el valor de 0.50 en primera clase y 0.30 en segunda y fue posible por la escasa distancia entre estos puntos.

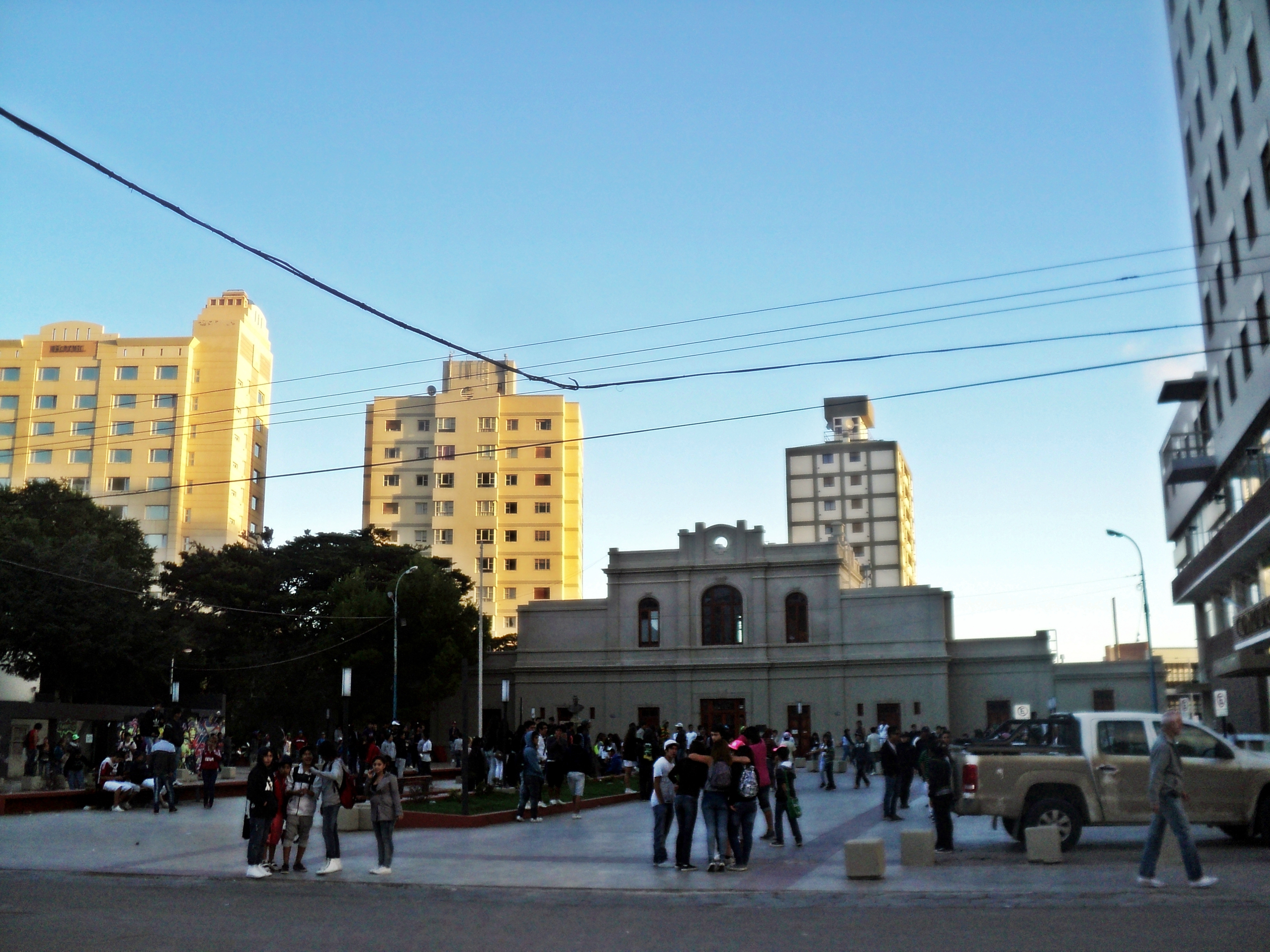
En la imagen se aprecia la intervención concretada en 2012 del aspecto original arquitectónico de la plazoleta. La obra hoy permite revalorizar la fachada del edificio histórico y disfrutar mejor del espacio.

## Infraestructura
El primer documento que describió la extensa infraestructura de Comodoro Rivadavia fue el itinerario 1934:
- Báscula de vagones de 70 toneladas
- Galpón 235 m2
- Tanques de agua 45 m2.
- Playa de maniobras para trocha de 75 cm y 60 cm.
- Vivienda del jefe de la estación en 1er piso.
- Tanques petroleros con capacidad para 41,65 toneladas.
- Puente giratorio (trochas ancha y 75 cm) 18.30 de diámetro.
- Desvíos 1409 metros.
- Vía secundaria 526 metros de longitud.[39]

Esta estación operaba con los servicios de pasajeros, encomiendas, cargas y haciendas (P.E.C.H) para el año 1958. Su infraestructura estaba entre las más completas del ferrocarril. Solo esta estación, Enrique Hermitte, Escalante (Devenida en apeadero para 1965), Sarmiento (desactivada para 1973), kilómetro 5, Astra y Diadema. Poseían infraestructura de peso similar que era capaz de brindar todos los servicios del ferrocarril. Además, las tres últimas mencionadas eran parte del ejido de Comodoro. La infraestructura se componía de:
- Báscula de vagones de 70 toneladas
- Galpón
- Playa de maniobras para trocha de 75 cm y 60 cm.
- Vivienda del jefe de la estación en 1° piso.
- Tanques petroleros con capacidad para 40/45 toneladas.
- Puente giratorio (trochas ancha y 75cm).
- Desvío particular para Lahusen y Cía. Ltda.
- Desvío particular para Sociedad Anónima Importadora y Exportadora de la Patagonia. (actual Supermercados La Anónima).
- Dos desvíos particulares para YPF.

Los tres desvíos particulares fueron habilitado únicamente para el recibo y despacho de cargas por vagón completo.

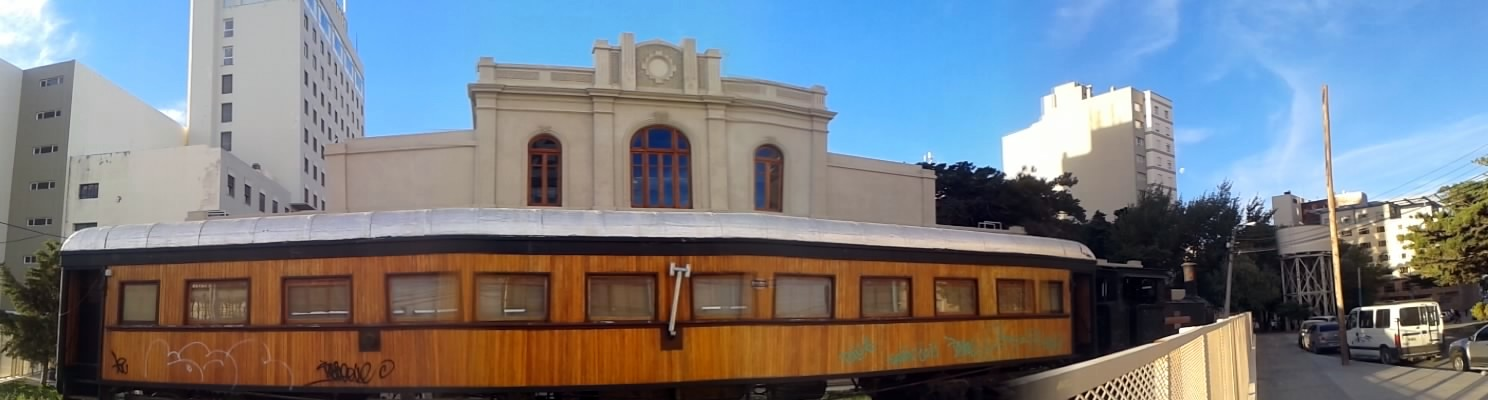
Vista del último tren y el último vagón de pasajeros en el museo Ferroportuario

## Galería
| |
| Confitería la estación que conmemoró al apeadero que allí se ubicó en reemplazo de la estación Comodoro. |

| |
| Última imagen de la estación Comodoro en actividad con gran parte de su infraestructura. Sin embargo, ya no contaba con sus galpones y los buses empezaban a usar de parada parte de su playa de maniobras donde después se levantó la terminal de Ómnibus. |

| |
| La exestación con tanque preservado y usado para riego forestal. También se conserva su plaza ferroviaria hoy llamada Scalabini Ortiz |

| |
| Últimas de las señales ferroviarias en el centro de Comodoro, resistiendo al abandono y al paso del tiempo. El desvío posibilitaba dejar la vía principal y acceder al puerto. Unos metros más adelante se ubicó el apeadero Comodoro Rivadavia tras el cierre de esta estación. Actualmente, la municipalidad lo quitó. |

|                                                                             |
| Calle hecha donde era la vía del ferrocarril a pocos metros de la estación. |

| |
| Toma área de la zona sur de Comodoro Rivadavia. Se puede ver como la línea a Punta Piedras fue reformada en dirección al mar sobre tierras ganadas y un terraplén que luego describía una gran curva en dirección a Pellegrini y el hotel en construcción. |